# Muscicapa ussheri
El papamoscas de Ussher (Muscicapa ussheri) es una especie de ave paseriforme de la familia Muscicapidae propia de África occidental. Su nombre conmemora al ornitólogo británico Herbert Taylor Ussher.

## Distribución y hábitat
Se encuentra en Costa de Marfil, Ghana, Guinea, Guinea-Bissau, Liberia, Nigeria y Sierra Leona. Su hábitat natural son los bosques húmedos tropicales de tierras bajas.